# Дзевановский, Сергей Антонович
Сергей Антонович Дзевановский (24 марта 1900, Лиманское, Херсонская губерния — 4 мая 1927, Симферополь) — российский и советский геоботаник.

## Биография
Сын главного санитарного врача Таврического земства А. А. Дзевановского. Окончил Симферопольскую мужскую гимназию. Учился в Новороссийском университете в Одессе (1918), закончил обучение в Крымском университете (Симферополь, 1923). В нём же начал научную деятельность.
Работал в 1922—1925 годах на кафедре систематики и морфологии растений руководимой профессором Е. В. Вульфом. Совершил ряд экспедиций по Крыму и Кавказу. В 1922—1923 изучал степи заповедника «Аскания-Нова» (ныне Херсонская область). Был ассистом ботанического отдела. Работал с возглавлявшим отдел крупным ботаником профессором И. К. Пачоским. С 1925 года сотрудник Никитского ботанического сада в Крыму, затем — Крымского НИИ в Симферополе, приват-доцент Крымского педагогического института, где читал курс фитоценологии. Он принимал участие в организованном заведующим кафедрой зоологии профессором И. И. Пузановым при участии Е. В. Вульфа и геолога М. М. Решеткина изучении ущелья Аузу-Узень около села Коккозы (ныне Соколиное). Так Иваном Ивановичем и Сергеем Антоновичем был открыт для ботанической науки знаменитый теперь Большой каньон Крыма. В 1926 вместе с И. И. Пузановым участвовал в экспедиции на Таманский полуостровов и северо-запад Кавказа; совершил путешествие в Карасубазарский район Крыма. В том же году по поручению кендырного бюро изучал кендырь в Крыму.
Описал неизвестные виды флоры Крыма: узколокальный эндемик, встречающийся только на известняковых обрывах мыса Тарханкут эфиронос Полынь Дзевановского (Artemisia dzevanovskyi) и ещё один эндемик, предпочитающий сухие склоны, скалистые обнажения и осыпи Тимьян Дзевановского (Thymus dzevanovskyi).
Срокопостижно скончался от саркомы. После смерти часть его гербария (около 20 тыс. листов), по завещанию, была передана Ленинградскому ботаническому саду, НБС и Крымскому НИИ.